# Encelna vas, Galicija
Encelna vas (nemško Enzelsdorf) je naselje v Občini Galicija v Okraju Velikovec na Koroškem v Avstriji.